# Іванчицівська сільська рада
| Іванчицівська сільська рада — адміністративно-територіальна одиниця та орган місцевого самоврядування у Рожищенському районі Волинської області з адміністративним центром у с. Іванчиці. Історична дата утворення: в 1947 році. Водоймища на території, підпорядкованій даній раді: річка Серна. Сільській раді підпорядковані населені пункти: - с. Іванчиці - с. Озденіж |

## Склад ради
Рада складається з 12 депутатів та голови.

### Керівний склад ради
| ПІБ                       | Основні відомості                                                 | Дата обрання | Дата звільнення |
| ------------------------- | ----------------------------------------------------------------- | ------------ | --------------- |
| Поліщук Галина Бартосівна | Сільський голова, 1959 року народження, освіта, позапартійна      | 26.03.2006   | 31.10.2010      |
| Олексійчук Іван Іванович  | Сільський голова, 1967 року народження, освіта вища, безпартійний | 31.10.2010   |                 |

Примітка: таблиця складена за даними джерела

## Населення
Згідно з переписом УРСР 1989 року чисельність наявного населення сільської ради становила 1176 осіб, з яких 519 чоловіків та 657 жінок.
За переписом населення України 2001 року в сільській раді мешкали 502 особи.

### Мова
Розподіл населення за рідною мовою за даними перепису 2001 року:
| Мова       | Відсоток |
| ---------- | -------- |
| українська | 99,00 %  |
| молдовська | 0,40 %   |
| російська  | 0,40 %   |
| білоруська | 0,20 %   |